# 克拉維約東使記

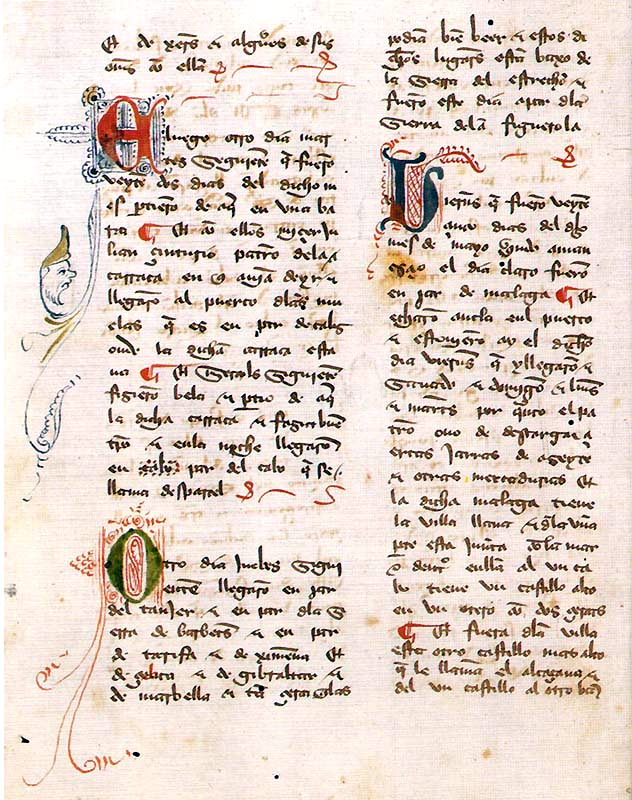
《克拉維約東使記》手抄本

《克拉維約東使記》（中文譯名又作《出使帖木兒宮廷記實》或《帖木兒時代之自卡提斯至撒馬爾罕遊記》），是15世紀初西班牙卡斯蒂利亞使節羅·哥澤來滋·克拉維約出使帖木兒帝國後撰寫的遊記。該書作者曾親自遊歷君士坦丁堡（伊斯坦堡）、小亞細亞、中亞等地區，他的著作，便成為這些地區的重要研究文獻。

## 克拉維約的出使及撰書

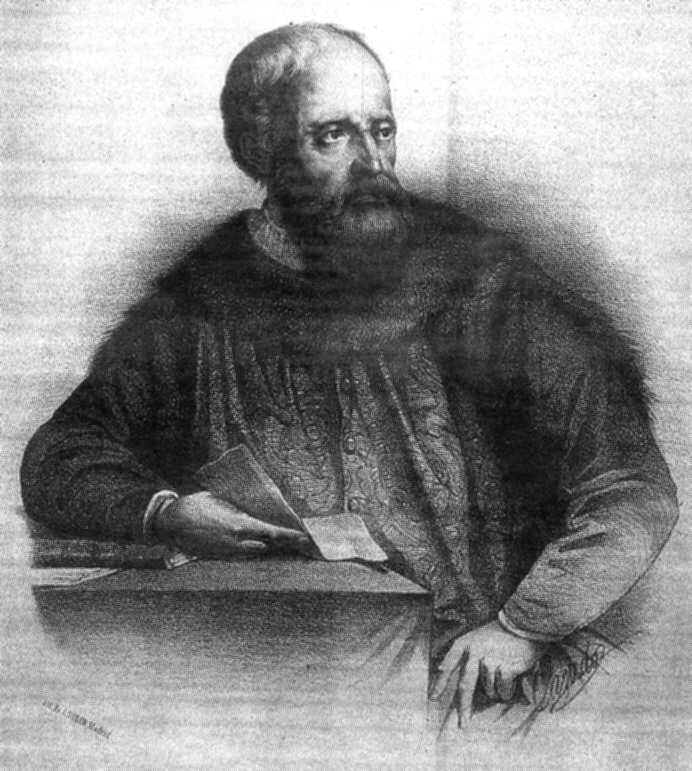
羅·哥澤來滋·克拉維約

14世紀末到15世紀初，奧斯曼帝國在西亞地區日益強大，威脅著歐洲基督教諸國。直到1402年，奧斯曼帝國蘇丹巴耶塞特一世在安哥拉之戰中大敗於帖木兒，此次戰役令卡斯蒂利亞甚有興趣與帖木兒進行交往，於是便先後派出使臣到帖木兒帝國的重要城市撒馬爾罕。克拉維約正是其中之一。
克拉維約於1403年5月奉命出發，曾到過東羅馬帝國（拜占庭帝國）的君士坦丁堡、白玉路，小亞細亞的特拉布宗，中亞的德黑蘭、撒馬爾罕等名城。1404年克拉維約使團到達撒馬爾罕謁見帖木兒時，獲得帖木兒盛大招待，不久後因帖木兒得到重病，其帝國內的奪權內戰一觸即發，克拉維約使團唯有起程回國，於1406年3月回卡斯蒂利亞向國王覆命。
克拉維約回國後，便著手撰寫這本遊記。他本人於1412年去世，而該書則在1582年才正式出版。

## 《克拉維約東使記》內容

### 書中描述的重要城市
- 君士坦丁堡：克拉維約使團於1403年10月抵達君士坦丁堡，並滯留5個月之久。這段期間，他遊歷過的各個重要教堂如聖索非亞大教堂，以及皇宮、競技場等設施，均有所描述，甚至連當時東羅馬帝國的政局，亦加以提及。[3]
- 特拉布宗：1404年4月克拉維約使團到達了小亞細亞的重要城市（亦是國名）特拉布宗（或譯作特拉布松），其遊記亦記載了該城的君主、宮廷、市面等情況。[4]
- 德黑蘭：1404年7月，克拉維約使團到達德黑蘭，獲得帖木兒帝國貴族的款待。克拉維約在書中對該城的地理氣候，亦加以描述。[5]
- 撒馬爾罕：1404年9月，克拉維約使團抵達撒馬爾罕，亦是當時帖木兒的重要駐紮地點。克拉維約在此逗留兩個多月，在書中詳細描述該城的地理、宮殿建築、民居、市集、堡壘等等，並描述了帖木兒帝國的一些政治制度。[6]

### 書中記載的重要人物
- 東羅馬皇帝曼努埃爾二世：克拉維約使團在君士坦丁堡期間，曾受到東羅馬皇帝曼努埃爾二世（或譯作麻努來的召見。書中提到了他的奪位，以及東羅馬帝國在他治下掙扎求存的歷史。[3]
- 奧斯曼帝國蘇丹巴耶塞特一世：由於巴耶塞特一世（或譯作白牙即的）曾是帖木兒的勁敵，所以在書中有關他的記載亦有不少。書中對其圍攻東羅馬帝國，在西亞一帶的軍事活動，以及決定性的安哥拉之戰，亦加以敍述。[7]
- 帖木兒：帖木兒是該書中的重要人物，在書中大部份篇幅中，都提及有關他的征戰、治國、宮廷生活、對中國明朝和奧斯曼帝國的關係、接見外國使節的盛況等等，以及他去世時的帖木兒帝國政局。[8]
- 沙哈魯：沙哈魯是帖木兒的第四子，亦是帖木兒去世後帝位爭奪戰中的勝利者。1404年7月，克拉維約在赴撒馬爾罕途中，沙哈魯皇子曾派使者招待。[9]及後，沙哈魯怎樣參加帖木兒死後的奪位戰，書中亦有記述。[10]

## 史料價值
- 對帖木兒的記載豐富：克拉維約曾親自謁見帖木兒並獲得他的招待，因此有機會近距離接觸他的為人及事跡，這些材料被記載到《克拉維約東使記》中，成為這部書的精華部份之一。土耳其學者奧瑪·李查 （页面存档备份，存于）讚賞克拉維約在「書中曾論及帖木兒本身及其家屬，其宮內生活，皆為他人所不曾述及者。作者本人屢次謁見帖木兒，因之增加本書之價值不少。」[11]
- 填補了古代西域、中亞文獻記載的不足：據學者楊兆鈞的說法，「中世紀中亞史地之記載，為數本少；東西方從事研究者，皆苦於缺乏材料。故克氏此書，謂之為繼馬可波羅遊記而起之一重要記錄，亦無不可。在中國舊籍中，關於西域、中亞的著錄，頗多不朽之作品。……惟中國學者之記述，篇幅簡略，復不錄取當時社會上種種活動之情形，故可供吾人為研究之資料，筆墨不多。而克氏此書則不然，不厭繁瑣，務求詳盡，即其己身之種種遭遇，亦據實而錄。因之使吾人可以據此書而窺見當時中亞社會之輪廓。此為譯者所樂於介紹與讀者也。」[12]

## 中文翻譯的情況
《克拉維約東使記》，曾被翻譯成英語、俄語、土耳其語等版本。中文譯本則有北京商務印書館出版的楊兆鈞譯本。